# Simulium berghei
Simulium berghei är en tvåvingeart som beskrevs av Alex Fain 1949. Simulium berghei ingår i släktet Simulium och familjen knott. Inga underarter finns listade i Catalogue of Life.